# Rodos
Rodos (sau Rhodos) este cea mai mare și cea mai estică din insulele arhipelagului Dodecanez din Marea Egee. Această insulă, a patra ca mărime din Grecia, este situată mult mai aproape de țărmul turcesc decât de cel al patriei mamă.

## Generalități
Insula este acoperită de un sol fertil, cu vegetație bogată; cel mai înalt punct de pe insulă este vârful Atavyros (1.215 m) situat în partea de sud-vest a insulei.
Capitala insulei este orașul Rodos, situat în nordul insulei și  compus practic din trei orașe: modern, antic și medieval. Orașul modern are un caracter cosmopolit, cu majoritatea clădirilor ridicate în secolul al XX-lea. Orașul antic, fondat în anul 408 î.Chr. se mândrește cu ruinele templelor lui Zeus, Atena și Apollo, cu Stadionul, Gymnasiumul și Teatrul. Orașul medieval este înconjurat de zidurile ridicate de Cavalerii Ioaniți. Este împărțit în două părți inegale: micul Collachio și marele Burgo sau Hora.
Insula abundă în locuri încântătoare și interesante, care merită să fie vizitate, cum ar fi Valea Fluturilor, satul Triada, lângă anticul Ialyssos (Ialissos) pe vârful Filerimos, unde în secolul 15 a fost ridicată mănăstirea cu același nume, ruinele templelor lui Atena și Zeus, Kameiros (Kamiros) și ruinele orașului Dorian, Kalithea cu băile termale, Koskinou, Afandou, Faliraki și Rodini.
Important este și orașul Lindos. Contrastul dintre casele de un alb strălucitor, ridicate pe cele două plaje terasate și orașul vechi, formează una din cele mai uimitoare imagini din Grecia. În sfârșit, întreaga insulă este înconjurată de plaje splendide, echipate pentru relaxare și sport.
Rodos este legată prin linii aeriene de Atena, Heraklion, Salonic, Karpathos, Kassos, Kos, Megisti, Mykonos și Santorini. Feribotul leagă Rhodos de Pireu, de celelalte Dodecanese, de Cyclade, de Creta, și de insulele Egeene estice.

## Istorie

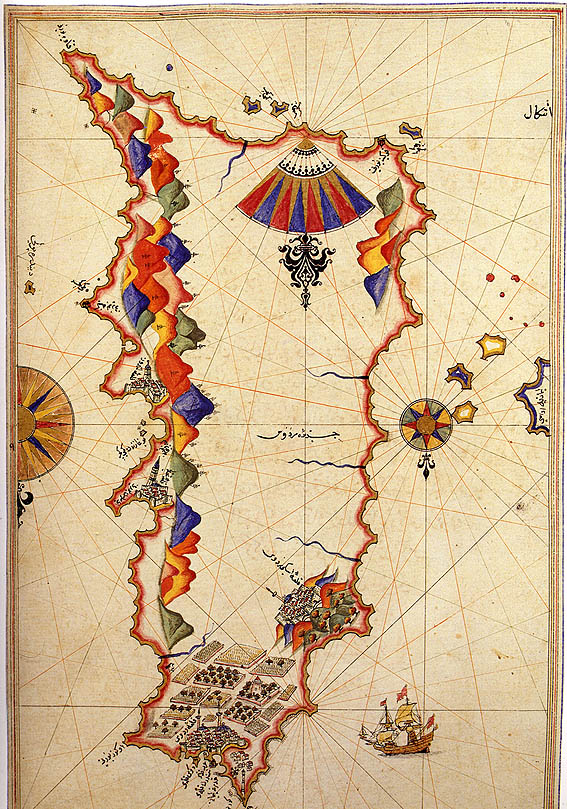
Harta Insulei Rodos în epoca antică

### Antichitate
În preajma anului 290 î.Hr., la intrarea portului din Rodos se ridică vestitul Colos din Rodos, o statuie înaltă de 34 de metri care îl reprezenta pe zeul Helios. Monumentul comemora victoria lui Seleucos I Nicator împotriva lui Demetrius I Poliorcetes din anul 304 î.Hr. Se spune că vasele soseau în port plutind printre picioarele colosului.

### Evul mediu
În anul 1309, pe Insula Rodos s-a stabilit Ordinul Ioaniților după ce acesta a fost alungat din Palestina, unde își adusese contribuția la apărarea statului cruciaților. Noii stăpâni au decis imediat să fortifice capitala și să o transforme într-o adevărată citadelă. După ce în largul coastelor s-au ivit însă turcii, care porniseră să cucerească Europa, cavalerii ordinului au predat insula în ziua de Anul Nou a anului 1523.

### Secolul XX
La începutul secolului al XX-lea Imperiul Otoman a pus stăpânire pe grupul de insule Dodecanez.
În 1912 insula Rodos a fost ocupată de Regatul Italiei. În anii 1930 dictatorul Mussolini și-a trimis trupele pe insulă, în încercarea de a întări dominația Italiei asupra Mării Mediterane. Când, în anul 1943, Axa Berlin-Roma și-a pierdut din influență, guvernarea Insulei Rodos a fost preluată de Germania Nazistă pentru o perioadă de doi ani. În 1945 insula a trecut sub conducerea ONU, iar în 1947 a fost înapoiată Greciei.

## Mitologie
Rodos ocupă un loc de onoare în mitologia greacă. Când Zeus, părintele zeilor, a împărțit pământul copiilor săi, l-a uitat pe Helios, zeul Soarelui. Acesta a descoperit însă o insulă acoperită de ape în partea estică a Mării Egee și a declarat că se mulțumește cu această bucățică de uscat, dacă părintele său o scoate din adâncuri și i-o dă în stăpânire. Pe când încălzea insula cu razele sale Helios a zărit o preafrumoasă nimfă pe nume Rhodon (care în greacă înseamnă "trandafir"), pe care a luat-o de soție și în onoarea căreia și-a botezat insula Rodos.

## Economie

### Turism
În fiecare an, insula este vizitată de aproximativ 1.000.000 de turiști, mai ales datorită faptului că aici clima este blândă, iar soarele strălucește aproape tot timpul anului. Rodos este un adevărat paradis pentru turiști. Nu numai că insula este plină de plaje frumoase, înconjurate de apele calde ale mării, dar ea și adăpostește minunatele ruine antice (în principal la Rodos, Lindos, Kamiros și Ialysos). Cine se satură de aglomerația orașului se poate îndrepta către micile sate din sudul insulei, unde se păstrează încă atmosfera vechiului Rodos și unde plajele întinse și liniștite îmbie la odihnă.

#### Atracții turistice în Rodos

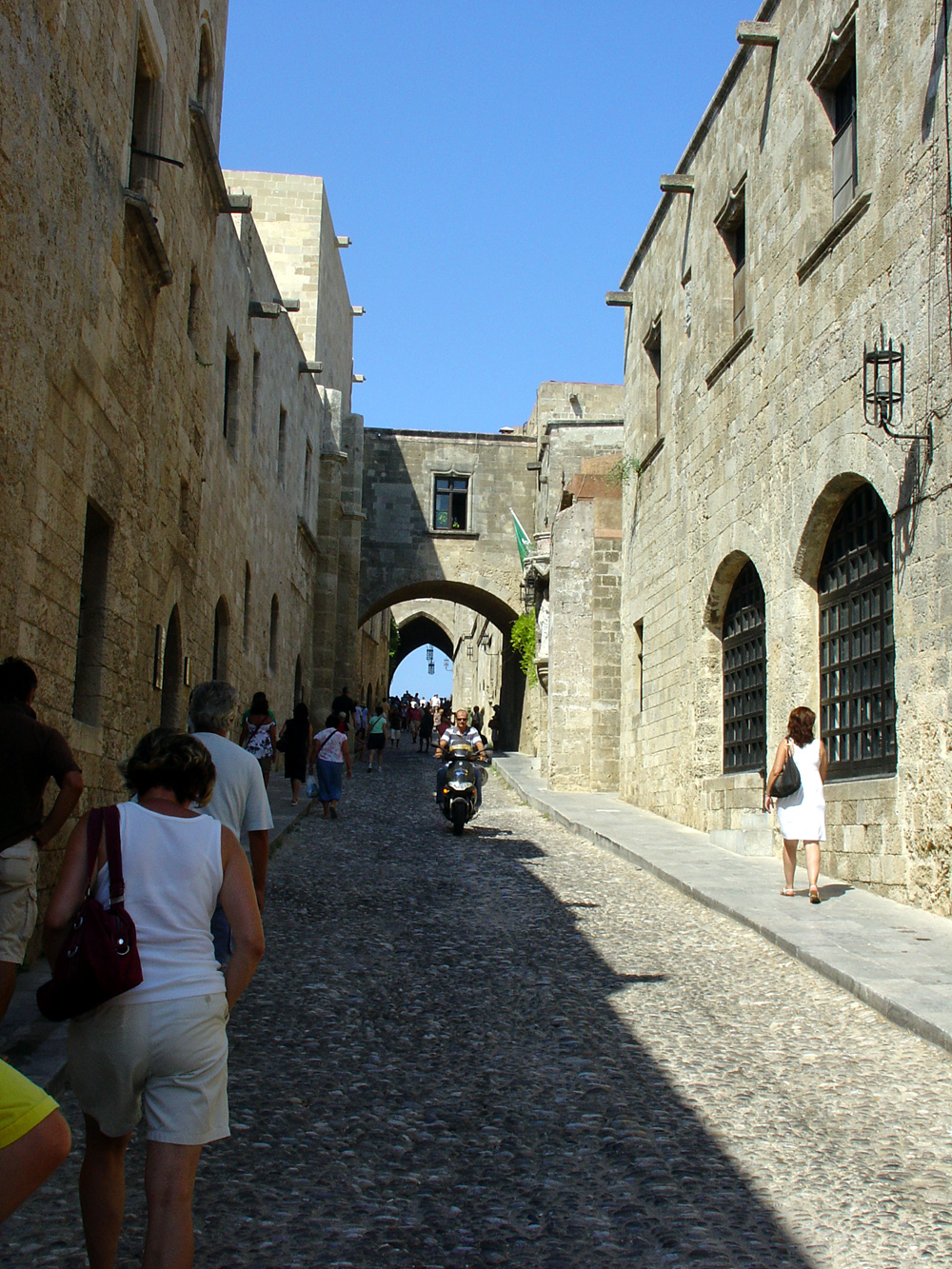
Rodos - Centrul vechi medieval al capitalei

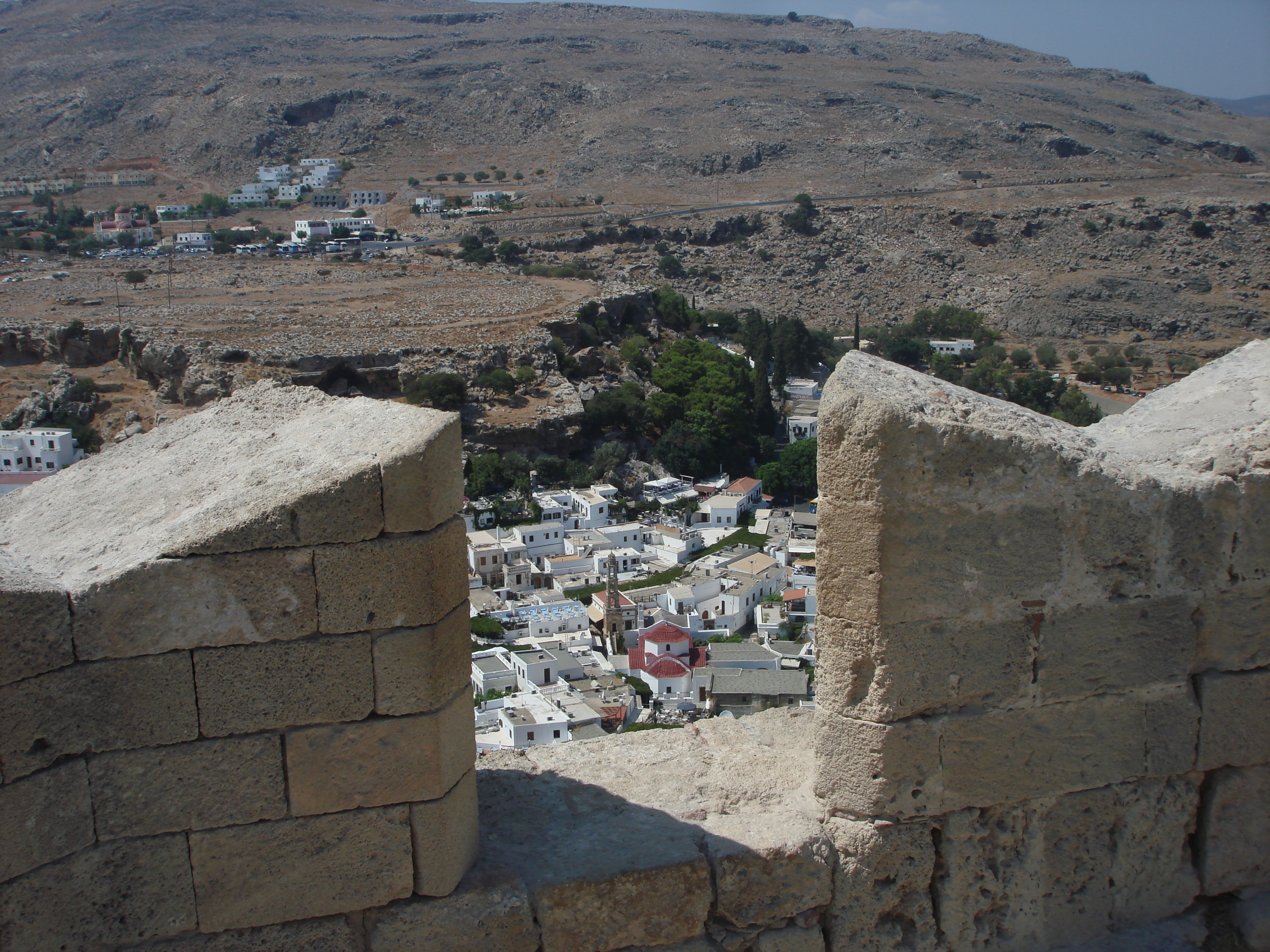
Lindos

Principala atracție turistică este capitala Rodos, situată la capătul său nordic. La sud de portul Mandraki, în care ancorează flote întregi de iahturi și de cutere pescărești, se află cartierul vechi al orașului, înconjurat de ziduri de apărare cu porți impunătoare.
Colina lui Monte Smith este locul Acropolelor anticului oraș Rhodes. Parcul arheologic se desfășoară verde și frumos conținând teatrul elenistic contruit în sec. al III -lea î.Hr., unde aveau loc evenimente atletice. 
Ele erau parte a unui festival ținut în cinstea zeului Ilios.
Palatul cavalerilor Sfântului Ioan din Ierusalim construit pe locul unei fortărețe Bizantine din secolul al XVII - lea. După părăsirea lui în timpul ocupației turcești, a fost distrus în mare măsură de explozia unei magazii de pulbere. Restaurarea palatului a avut loc între anii 1937 și 1940 când clădirea a fost împodobită cu picturi murale.
Valea Fluturilor este un ecosistem unic în lume prin faptul că a supraviețuit neatins. 
Valea se află de-a lungul râului Pelekanos, care își datorează existența unor mici și rapide cascade.
Orașul medieval Rodos (capitala insulei) a fost înscris în anul 1988 pe lista patrimoniului cultural mondial UNESCO.
Plaja Elli este cea mai cunoscută plajă diin Rodos. Aceasta se află în orașul Rodos, în cel mai nordic punct al insulei.